# Exogenesis: Perils of Rebirth
Exogenesis: Perils of Rebirth est un jeu d'aventure et de roman visuel de science-fiction développé par Kwan pour Microsoft Windows, OS X et Linux.

## Système de jeu
Le jeu alterne entre des sections d'aventure pointer-cliquer à la première personne, dans lesquelles le joueur explore l'environnement et résout des énigmes, et des sections de roman visuel dans lesquelles l'intrigue du jeu est racontée et le joueur dialogue avec d'autres personnages. Kwan dit qu'ils ont été inspirés par la série de jeux de Shu Takumi, Ace Attorney, 999: Nine Hours, Nine Persons, Nine Doors et Zero Escape: Virtue's Last Reward de Kotaro Uchikoshi.

## Trame
Le jeu commence en 2069 dans un Japon post-apocalyptique, où le groupe de chasseurs de trésor Durchhalten active accidentellement un piège, entraînant l'empalement de lances vers l'un des membres, Miho Sayashi. La chasse au trésor est annulée et le groupe finit par se séparer.
Deux ans plus tard, le frère de Miho Yu et un autre ancien membre de Durchhalten, Toshio Taro, découvrent que l'arche de Noé existe réellement et qu'elle contient le protocole Lazarus, une machine qui serait capable de recréer des choses du passé. Yu prévoit de réunir Durchhalten et d'utiliser le protocole Lazarus pour ramener Miho à la vie.

## Développement
Le jeu a été financé avec succès grâce à une campagne de financement participatif sur Kickstarter, son objectif était de 32 000 $, et à la fin de la période de financement participatif, 56 288 $ ont été récoltés.
Kwan a publié une démo pendant la campagne Kickstarter d'une durée de 3 à 4 heures, contenant environ 80% du premier chapitre. Le jeu sera entièrement doublé par TeamFourStar, y compris des doubleurs qui ont travaillé sur Dust: An Elysian Tail, DreadOut, The Journey Down et Heroes of Newerth. Le jeu pourrait être traduit en allemand par Marcel Weyers. En mai 2014, une démo en allemand est sortie.
Le jeu devait initialement sortir en décembre 2014, mais a fini par être retardé,. Il a été initialement développé avec le moteur de jeu pour roman visuel Ren'Py, mais a ensuite été adapté sur Unity afin de rendre possible les versions PlayStation 3, PlayStation 4, PlayStation Vita, Wii U et iOS. Un port Nintendo 3DS est prévu, mais ne sera possible que lorsque Nintendo autorisera l'utilisation d'Unity sur la Nintendo 3DS.